# (217257) Valemangano
(217257) Valemangano est un astéroïde de la ceinture principale aréocroiseur.

## Description
(217257) Valemangano est un astéroïde aréocroiseur. Il présente une orbite caractérisée par un demi-grand axe de 2,15 UA, une excentricité de 0,37 et une inclinaison de 5,4° par rapport à l'écliptique.

## Compléments